# Campionati africani di atletica leggera 2016 - 400 metri ostacoli maschili
La specialità dei 400 metri ostacoli maschili ai Campionati africani di atletica leggera di Durban 2016 si è svolto il 23 e 24 giugno 2016 al Kings Park Stadium.

## Programma
| Data           | Ora | Turno    |
| -------------- | --- | -------- |
| 23 giugno 2016 |     | Batterie |
| 24 giugno 2016 |     | Finale   |

## Risultati

### Batterie
Qualificazione: i primi 4 di ogni batteria (Q) e i 4 più veloci degli esclusi (q) si qualificano in finale.
| Class | Gruppo | Atleta                  | Nazione       | Tempo | Note |
| ----- | ------ | ----------------------- | ------------- | ----- | ---- |
| 1     | 2      | Amadou Ndiaye           | Senegal       | 49.74 | Q    |
| 2     | 1      | Boniface Mucheru Tumuti | Kenya         | 49.78 | Q    |
| 3     | 1      | LJ van Zyl              | Sudafrica     | 49.94 | Q    |
| 3     | 2      | Cornel Fredericks       | Sudafrica     | 49.94 | Q    |
| 5     | 2      | Haron Koech             | Kenya         | 50.34 | q    |
| 6     | 2      | Miles Ukaoma            | Nigeria       | 50.79 | q    |
| 7     | 3      | Jordin Andrade          | Capo Verde    | 51.22 | Q    |
| 8     | 2      | Hardus Maritz           | Namibia       | 51.24 |      |
| 9     | 2      | Creve Machava           | Mozambico     | 51.62 |      |
| 10    | 3      | Kiprono Koskei          | Kenya         | 52.03 | Q    |
| 11    | 3      | Larona Obakwe Thabe     | Botswana      | 53.94 |      |
| 12    | 1      | Gatkuoth Chol           | Sudan del Sud | 55.88 |      |
| 13    | 3      | Roy Zakaria             | Zimbabwe      | 55.97 |      |
| -     | 1      | Kurt Couto              | Mozambico     | dq    |      |
| -     | 1      | Maoulida Darouèche      | Comore        | dns   |      |
| -     | 1      | Ziem Esau Somda         | Burkina Faso  | dns   |      |
| -     | 3      | Abdelmalik Lahoulou     | Algeria       | dns   |      |
| -     | 3      | Lindsay Hanekom         | Sudafrica     | dns   |      |

### Finale
| Class   | Corsia | Atleta            | Nazione    | Tempo | Note |
| ------- | ------ | ----------------- | ---------- | ----- | ---- |
| Oro     | 3      | Boniface Tumuti   | Kenya      | 49.21 |      |
| Argento | 4      | Amadou Ndiaye     | Senegal    | 49.41 |      |
| Bronzo  | 2      | Haron Koech       | Kenya      | 49.41 |      |
| 4       | 8      | LJ van Zyl        | Sudafrica  | 49.46 |      |
| 5       | 5      | Jordin Andrade    | Capo Verde | 49.62 |      |
| 6       | 6      | Cornel Fredericks | Sudafrica  | 49.82 |      |
| 7       | 7      | Kiprono Koskei    | Kenya      | 51.77 |      |
| -       | 1      | Miles Ukaoma      | Nigeria    | dq    |      |